# Бруно Оньємаєчі
Бруно Оньємаєчі (англ. Sopuruchukwu Onyemaechi, нар. 3 квітня 1999, Оверрі) — нігерійський футболіст, півзахисник грецького клубу «Олімпіакос».
Виступав, зокрема, за клуби «Віла-Реал», «Фейренсі» та «Боавішта», а також національну збірну Нігерії.

## Клубна кар'єра
Народився 3 квітня 1999 року в місті Оверрі. Вихованець юнацьких команд футбольних клубів «Ліллестрем» та «Фейренсі».
У дорослому футболі дебютував 2020 року виступами за команду «Віла-Реал», у якій провів один сезон, взявши участь у 16 матчах чемпіонату. 
Своєю грою за цю команду привернув увагу представників тренерського штабу клубу «Фейренсі», до складу якого приєднався 2021 року. Відіграв за клуб з Санта-Марія-да-Фейри наступний сезон своєї ігрової кар'єри. Більшість часу, проведеного у складі «Фейренсі», був основним гравцем команди.
До складу клубу «Боавішта» приєднався 2022 року. Станом на 10 липня 2023 року відіграв за клуб з Порту 29 матчів в національному чемпіонаті.

## Виступи за збірну
У 2023 році дебютував в офіційних матчах у складі національної збірної Нігерії.
У складі збірної — учасник Кубка африканських націй 2023 року у Кот-д'Івуарі.
| Дата       | Місто     | Господарі         | Результат | Гості               | Турнір                                  | Голи | Примітки |
| ---------- | --------- | ----------------- | --------- | ------------------- | --------------------------------------- | ---- | -------- |
| 10-9-2023  | Уйо       | Нігерія           | 6 – 0     | Сан-Томе і Принсіпі | Відбір до Кубка африканських націй 2023 | -    |          |
| 13-10-2023 | Портіман  | Саудівська Аравія | 2 – 2     | Нігерія             | товариський матч                        | -    |          |
| 16-10-2023 | Албуфейра | Мозамбік          | 2 – 3     | Нігерія             | товариський матч                        | -    |          |
| 16-11-2023 | Уйо       | Нігерія           | 1 – 1     | Лесото              | Відбір до ЧС 2026                       | -    | 73'      |
| 19-11-2023 | Бутаре    | Зімбабве          | 1 – 1     | Нігерія             | Відбір до ЧС 2026                       | -    | 85'      |
| 22-3-2024  | Марракеш  | Нігерія           | 2 – 1     | Гана                | товариський матч                        | -    | 30' 85'  |
| 7-9-2024   | Уйо       | Нігерія           | 3 – 0     | Бенін               | Відбір до Кубка африканських націй 2025 | -    |          |
| 10-9-2024  | Кігалі    | Руанда            | 0 – 0     | Нігерія             | Відбір до Кубка африканських націй 2025 | -    |          |
| 11-10-2024 | Уйо       | Нігерія           | 1 – 0     | Лівія               | Відбір до Кубка африканських націй 2025 | -    |          |
| 14-11-2024 | Абіджан   | Бенін             | 1 – 1     | Нігерія             | Відбір до Кубка африканських націй 2025 | -    |          |
| 18-11-2024 | Уйо       | Нігерія           | 1 – 2     | Руанда              | Відбір до Кубка африканських націй 2025 | -    |          |
| 21-3-2025  | Кігалі    | Руанда            | 0 – 2     | Нігерія             | Відбір до ЧС 2026                       | -    | 67'      |
| Усього     |           | Матчів            | 12        |                     | Голів                                   | 0    |          |

## Титули і досягнення
- Чемпіон Греції (1):

«Олімпіакос»: 2024–25
- Володар Кубка Греції (1):

«Олімпіакос»: 2024–25